# 홍인규
홍인규(洪寅圭, 1980년 8월 12일 ~ )는 대한민국의 희극 배우다. 2004년 KBS 19기 개그맨 출신이고 주로 어린애 역할을 많이 맡은편이다.

## 출연작

### 방송
- KBS2 《개그콘서트》
  - 〈미끼〉
  - 〈선생 김봉투〉 학생 역
  - 〈드라이클리닝〉
  - 〈봉숭아학당〉
  - 〈사오정 친구들〉
  - 〈같기도〉 문하생 역
  - 〈집으로〉 손자 역
  - 〈사선에서〉
  - 〈꺾기도〉 문하생 역
  - 〈X-파일 멀더와 스컬리〉
  - 〈갑을컴퍼니〉 홍대리 역
  - 〈나는 아빠다〉 태경, 하민형제의 아빠 역
  - 〈황해〉 김먹는 역
  - 〈미안해요 형〉
  - 〈욜로민박〉 이웃집아이 들래 역
- KBS2 《개그스타 GCC어워드》
  - 〈어른이〉
- KBS2 《쇼! 행운열차》
  - 〈제17대 어전회의〉
  - 〈황혼민박〉
- KBS2 《코미디 파일》
  - 〈차카게 살자〉
- KBS2 《노래싸움 - 승부》
- KBS2 《웃음충전소 - 타짱 시즌2》 준호팀
- KBS2 《해피선데이 - 남자의 자격》
- KBS2 《대국민 토크쇼 안녕하세요》
- MBC 《황금어장 - 라디오스타》 266회-267회 (2012.1.25 - 2012.2.1)
- MBC 《뽀뽀뽀 아이조아》
- Y-STAR 《기막힌 외출 시즌1》
- 코미디TV 《기막힌 외출 시즌2》
- 코미디TV 《기막힌 외출 리턴즈》
- 코미디TV 《기막힌 외출 네버다이》
- 온게임넷 《켠김에 왕까지》
- SBS 《스타주니어쇼 붕어빵》
- MBC 《질투》
- SBS 《조광조》
- KBS2 《우리동네 예체능》
- tvN 《눈치왕》
- MBC Every1 《리턴 투 컴퍼니》
- KTV《(아)름답고(이)유있는(젠)더교육》
- KBS1 《TV는 사랑을 싣고》
- 채널S 《니돈내산 독박투어》

## 홍보대사 활동
- 2012년 어린이 건강박람회

## 광고
- 2018년 LG 생활건강 페리오 펌핑치약

```
(with 
김준호
, 
김지민
, 
박나래
)
```

- 2021년 삼국지 글로벌
- 2022년 광동제약 비타500

## 수상
- 2011년 8월 23일 1대 100 214회 100인 중 우승
- 2013년 KBS 연예대상 코미디부문 최우수코너상

## 사건 사고
2012년 3월 22일 경부고속도로서 운전미숙으로 인해 고속버스와 충돌을 하였다.
이 사고로 변기수는 가벼운 타박상만 입었으며, 홍인규와 동승자 2명은 별 부상이 없었다.